# NGC 5065
NGC 5065 este o galaxie spirală situată în constelația Părul Berenicei. A fost descoperită în 13 martie 1785 de către William Herschel. Se află la o distanță de 67,3 de megaparseci de Pământ.